# Kebili
Kebili  (în arabă قبلي ) este un oraș  în  Tunisia. Este reședinta  guvernoratului Kebili.